# Jakovljevo
Jakovljevo (en serbe cyrillique : Јаковљево) est un village de Serbie situé dans la municipalité de Vlasotince, district de Jablanica. Au recensement de 2011, il comptait 336 habitants.
Jakovljevo est également connu sous le nom de Jakovljeva Mala.

## Démographie

### Évolution historique de la population
| 1948 | 1953  | 1961  | 1971 | 1981 | 1991 | 2002 | 2011 |
| ---- | ----- | ----- | ---- | ---- | ---- | ---- | ---- |
| 990  | 1 043 | 1 030 | 985  | 781  | 625  | 461  | 336  |

|  |